# 7891 Fuchie
7891 Fuchie eller 1994 VJ7 är en asteroid i huvudbältet som upptäcktes den 11 november 1994 av de båda japanska astronomerna Masanori Hirasawa och Shohei Suzuki vid Nyukasa-observatoriet. Den är uppkallad efter skolan Fuchie i Tokyo.
Asteroiden har en diameter på ungefär 5 kilometer.